# アミル・アベドザデ
アミル・アベドザデ (ペルシア語: امیر عابدزاده, 1993年4月26日 - ) は、イラン出身のサッカー選手。ポジションはゴールキーパー（GK）。CDカステリョン所属。元イラン代表。

## 経歴

### クラブ
2017年1月23日、プリメイラ・リーガのCSマリティモに移籍した。
2021年7月7日、SDポンフェラディーナに移籍した。

### 代表
2018 FIFAワールドカップを戦うイラン代表のメンバーに選出された。

### 人物
父は自身と同じくGKであり、かつイラン代表として長年プレーしたアハマド・レザ・アベドザデ。アハマドは日本代表が初めてFIFAワールドカップ出場を決めた1997年11月16日の日本対イラン戦（ジョホールバルの歓喜）に出場していた。

## 代表歴

### 出場大会
- イラン代表
  - 2018 FIFAワールドカップ
  - 2022 FIFAワールドカップ

### 試合数
- 国際Aマッチ 11試合 0得点（2018年-2022年）[3]

| イラン代表 | 国際Aマッチ | 国際Aマッチ |
| 年         | 出場        | 得点        |
| ---------- | ----------- | ----------- |
| 2018       | 3           | 0           |
| 2019       | 0           | 0           |
| 2020       | 1           | 0           |
| 2021       | 2           | 0           |
| 2022       | 5           | 0           |
| 通算       | 11          | 0           |